# Kasszapa Buddha

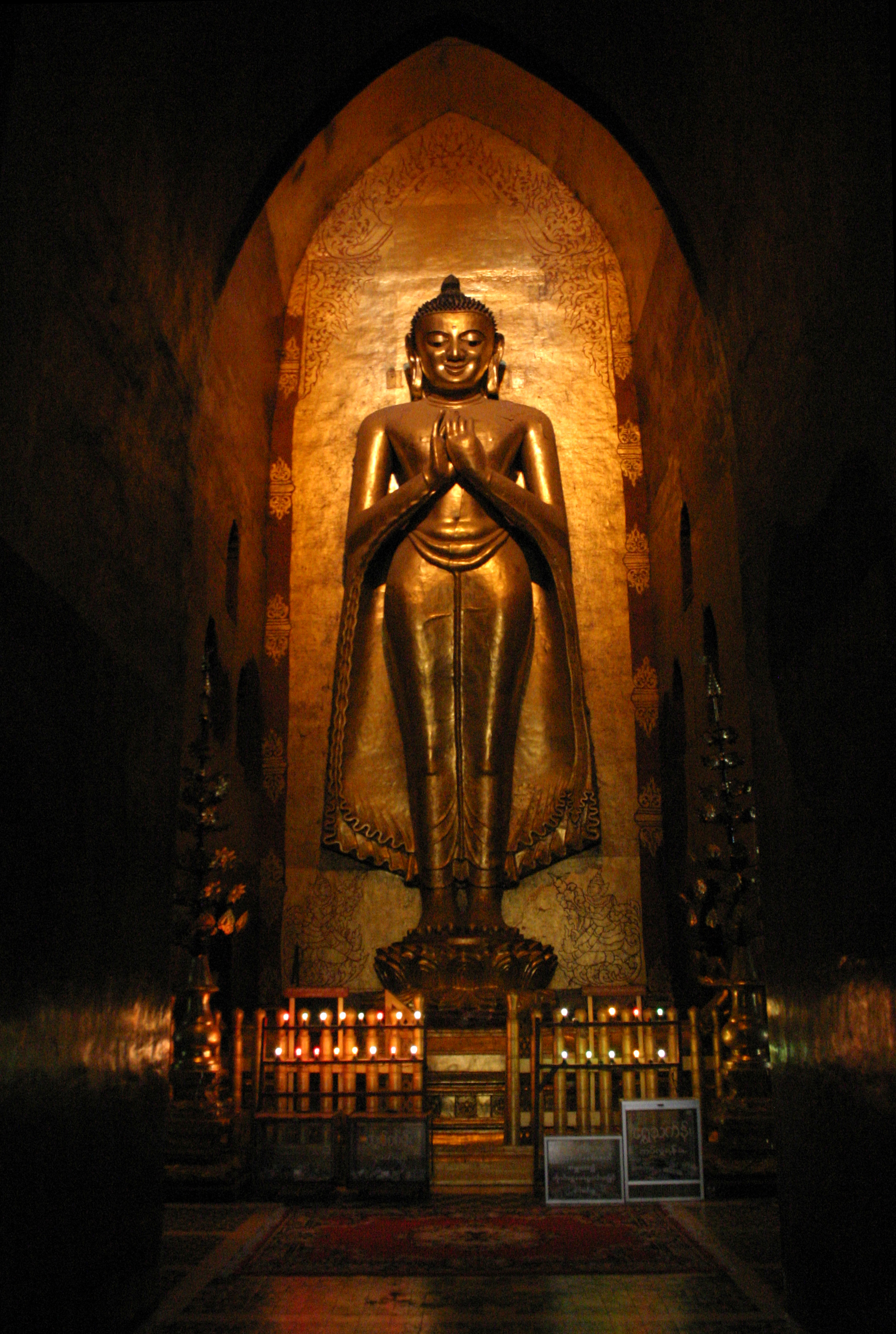
Kasszapa Buddha szobra a burmai Ánanda-templomban

Kasszapa Buddha vagy Kásjapa Buddha (páli: Kasszapa, szanszkrit: Kásjapa, kínai: 迦葉佛, pinjin: Csia-je fu, japán: かしょう, Kasó, tibeti:  འོད་སྲུང་ཆེན་པོ , wylie: 'od srung chen po, magyaros átírás: Öszung Csenpo) a buddhizmusban a jelenlegi világkor (kalpa vagy eon) korábbi buddhája, akinek az életrajzát a páli kánon egyik könyve, a Buddhavamsza 24. fejezete tartalmazza.
A théraváda hagyomány szerint Kasszapa a huszonkilenc nevesített buddha közül a huszonhetedik, az antikvitás hét buddhája közül a hatodik, illetve a mostani kalpa öt buddhája közül a harmadik.
A jelenlegi világkor neve bhadrakalpa (szerencsés eon), amelynek az öt buddhája:
1. Kakuszandha (a bhadrakalpa első buddhája)
2. Konágamana (a bhadrakalpa második buddhája)
3. Kasszapa (a bhadrakalpa harmadik buddhája)
4. Gautama (a bhadrakalpa negyedik, egyben jelenlegi buddhája)
5. Maitréja (a bhadrakalpa ötödik, egyben a következő buddha)

## Élete
Kasszapa az Iszipatana szarvas-parkban született, Váránaszi városban, a mai észak-indiai, Uttar Prades állam területén. Szülei, Brahmadatta és Dhanavatí, brahminok voltak. A legenda szerint a magassága 20 kubit volt (1 kubit = a középső ujj végétől a könyök belső vonaláig), és három különböző helyen (Hamsza, Jasza és Szirinada) is kétezer évig élt. Legfőbb felesége Szunandá volt, akitől egy Vidzsitaszena nevű fiú gyermeke született.
Kasszapa hátrahagyta a világi életet és csupán hét napig folytatott aszkéta életet. Megvilágosodása előtt elfogadott a feleségétől egy tejes-rizses ételt, illetve egy Szoma nevű embertől kapott füvet az ülőhelyéhez. A bódhifája (a fa, amely alatt meditálva elérte a megvilágosodást) egy banyán fa volt. Az első tanítóbeszédét szülőhelyén, Iszipatanában tartotta vándorszerzetesek számára.
Kasszapa dupla csodát mutatott be egy aszana fa tövénél Szundar Nagar város közelében. Csupán egy alkalommal hívta össze tanítványait. A legjelentősebb lény, akik általa tért meg egy Náradeva nevű jaksa (olyan mint egy tündér) volt. Legfőbb férfi tanítványai Tissza és Bháradvádzsa voltak, a női tanítványai közül Anulá és Uruvelá volt a legkiemelkedőbb, a személyes követője pedig Szabbamitta volt. Legfőbb patrónusai Szumangala, Ghattíkára, Vidzsitaszená és Bhaddá voltak.
Kasszapa végül 40 000 éves korában hunyt el a Kasi királyság Kasi nevű városában (ma Váránaszi). A hamvai fölé egy leuga magas sztúpát emeltek, amelynek minden egyes téglája tízmillió rúpiát ért.

## A Kasszapa Buddha sztúpa
Kasszapa halála után, kezdetben egészen eltértek a vélemények, hogy mekkora sztúpát építsenek és milyen anyagból. Az építés csak azután kezdődhetett, miután meg tudtak egyezni. Ekkor ismerték fel azonban, hogy anyagi körülményeik miatt nem tudják teljesen befejezni a sztúpát. Ekkor Kasszapa egyik anágámi (aki a megvilágosodás előtt már csak egyszer születik újra) szinten lévő tanítványa, Szorata elindult, hogy Dzsambudvípában vándorolva pénzt gyűjtsön az emberektől a sztúpa építésére. Szorata folyamatosan küldte az éppen összegyűlt adományokat a sztúpa építéséhez. Amikor elkészülhetett a sztúpa Szorata haza indult, ám útonállók egy erdőben meggyilkolták. Az erdő később az Andhavana nevet kapta.
A Kasszapa Buddha ereklyéi fölé emelt épület egy másik történetét az Dhammapadatthakathá meséli el (DhA.iii.29).
Mahákásjapa arany iránti vonzalmát az okozta, hogy aranytéglát ajándékozott Kasszapa sírhelyének építéséhez (AA.i.116).
Anuruddha, aki akkoriban Váránasziban volt háztulajdonos, vajat és melaszt ajánlott fel a sztúpánál (AA.i.105).